# Taki Fiti
Taki Fiti (mac. Таки Фити, ur. 7 listopada 1950 w Kruszewie) – macedoński ekonomista i polityk.
Taki Fiti urodził się w Kruszewie, tam też uczęszczał do szkoły podstawowej i średniej. W 1973 roku ukończył studia na Wydziale Ekonomii Uniwersytetu Świętych Cyryla i Metodego w Skopju, a następnie podjął tam pracę naukową dotyczącą ekonomii politycznej kapitalizmu. Studia magisterskie ukończył w 1980 roku, a stopień doktora uzyskał w roku 1983. Jego rozprawa doktorska dotyczyła rozwoju ekonomicznego krajów rozwijających się.
W 1983 roku został docentem, habilitację uzyskał w roku 1988, a tytuł profesora w 1993.
W okresie od 23 lutego 1996 do 30 listopada 1998 pełnił funkcję Ministra Finansów w rządzie Branko Crwenkowskiego.
W 2003 roku został wybrany członkiem Macedońskiej Akademii Nauk i Umiejętności, od 2016 roku jest jej prezesem.
Jego zainteresowania naukowe dotyczyły ekonomii (mikroekonomii i makroekonomii), wzrostu i rozwoju gospodarczego oraz przedsiębiorczości. Zajmował się zwłaszcza złożonymi zagadnieniach z zakresu współczesnej nauki makroekonomicznej, w tym współczesnymi szkołami makroekonomicznymi i polityką makroekonomiczną (fiskalną i monetarną).